# Gallinula silvestris
Galinha-d'água-de-makira ou galinha-de-água-de-makira (Gallinula silvestris) é uma espécie de ave da família Rallidae.
É endémica das Ilhas Salomão.
Os seus habitats naturais são: florestas subtropicais ou tropicais húmidas de baixa altitude e regiões subtropicais ou tropicais húmidas de alta altitude.
Está ameaçada por perda de habitat.